# Live In the Lou/Bassassins
Live in the Lou / Bassasins es el primer CD/DVD en vivo de la banda estadounidense Story of the Year, lanzado el 10 de mayo de 2005 por Maverick Records. El CD Lou contiene temas en vivo que la banda interpretó en dos conciertos que se llevaron a cabo en su ciudad natal San Luis, Misuri en noviembre de 2004.

## Lista de canciones
1. "And the Hero Will Drown"
2. "Divide and Conquer"
3. "Dive Right In"
4. "Anthem of Our Dying Day"
5. "Page Avenue"
6. "Falling Down" (feat. Matt Shelton)
7. "Burning Years"
8. "The Heart of Polka is Still Beating"
9. "Sidewalks"
10. "Swallow the Knife" (Instrumental)
11. "Until the Day I Die"
12. "In the Shadows"

## Contenido del DVD
- Concert footage from St. Louis (matches audio tracklisting)
- Anthem of Our Dying Day (Music Video)
- Sidewalks (Music Video)
- The Making of Sidewalks
- Until the Day I Die (Music Video)
- Sidewalks: Making the Video (Bonus Footage)
- AOL Sessions (Bonus Footage)
- Bassassins (Lifestyle Feature)